# Ильинское (Шуйский район)
Ильинское — село в Шуйском районе Ивановской области России, входит в состав Семейкинского сельского поселения.

## География
Село расположено на берегу реки Тезы в 4 км на юг от районного центра города Шуи близ автодороги Р71 Ковров — Шуя — Кинешма.

## История
Церковь в Ильинском погосте основана в XVI столетии боярами Собакиными, родственниками царя Иоанна Грозного, имевшими недалеко от погоста усадьбу Телешово, подаренную им Иоанном Грозным. В XVI и XVII столетиях в погосте существовали две церкви: Воскресенская с приделом святого пророка Илии и другая — Сергеевская. В XVIII веке престол Воскресения Христова был упразднён и главным престолом сделан престол святого пророка Илии. Деревянные Ильинская и Сергиевская церкви стояли в погосте до 1815 года, когда на средства прихожан была сооружена каменная церковь. Колокольня и ограда при церкви каменные. Престолов в церкви было два: в холодной — во имя святого пророка Илии и в тёплом приделе — во имя преподобного Сергия Радонежского Чудотворца. С 1875 года в погосте существовала церковно-приходская школа, помещавшаяся в церковном доме, средства на содержание которой дал уроженец села архиепископ Волынский и Житомирский Агафангел (Соловьёв). 
В конце XIX — начале XX века Ильинский погост входил в состав Якиманской волости Шуйского уезда Владимирской губернии. В 1859 году в погосте числилось 4 двора, в 1905 году — 3 двора.
С 1929 года деревня входила в состав Дроздовского сельсовета Шуйского района, с 1964 года — в составе Китовского сельсовета, с 2005 года — в составе Китовского сельского поселения.

## Население
| 1859 | 1905 |
| ---- | ---- |
| 25   | 13   |

| 1859 | 1905 | 2010 |
| ---- | ---- | ---- |
| 25   | ↘13  | ↘0   |

## Достопримечательности
В селе расположена колокольня церкви Илии Пророка